# Революционное движение 30 ноября
Революционное движение 30 ноября — Франк Паис (исп. Movimiento Revolucionario 30 de Noviembre – Frank País) — кубинская антикоммунистическая подпольная организация и диссидентская группа. Создано кубинскими революционерами — противниками режима Фиделя Кастро. Совершило ряд диверсионно-террористических акций, подавлено органами госбезопасности. Впоследствии перешло к методам мирного протеста. Выступает на Кубе как либерально-диссидентская Демократическая партия 30 ноября.

## Создание и принципы
1 января 1959 Кубинская революция свергла режим Фульхенсио Батисты. Первоначально новую власть поддерживало огромное большинство кубинцев. Однако правительство Фиделя Кастро быстро эволюционировало в направлении коммунистического государства. Это вызывало жёсткую оппозицию, в том числе среди активных участников революции. Были созданы подпольные организации для борьбы против режима Кастро.
Революционное движение 30 ноября — Франк Паис (MR-30-N, MR-30-11) было создано 13 марта 1960. Дата создания, дата и имя, внесённые в название, имели символическое значение. 30 ноября 1956 революционер Франк Паис организовал восстание против Батисты в Сантьяго-де-Куба, Ольгине и Гуантанамо. 13 марта 1957 поднял восстание в Гаване Революционный студенческий директорат. Этими аллюзиями подчёркивалась приверженность изначальным идеалам Кубинской революции. Главной целью MR-30-N объявлялась борьба с коммунистической диктатурой.
Инициатором стал профсоюзный активист Давид Сальвадор Мансо, основным лидером — военный Хайрем Гонсалес. Оба в недавнем прошлом активно участвовали в революции (Мансо как организатор забастовочного движения, Гонсалес как боец революционной армии). Среди организаторов был Агустин Паис, брат Франка Паиса. Численно небольшая организация ориентировалась не на массовое движение, а на компактный штат боевиков для городской герильи. За образец построения и действия брались антибатистовские группы второй половины 1950-х. Расчёт делался на свержение Кастро объединёнными боевыми усилиями городского подполья и крестьянского повстанческого движения в Эскамбрае.

## Подпольная борьба
Основным методом борьбы стало устройство диверсий и терактов. Наиболее известные акции пришлись на конец 1960 — начало 1961. Были произведены несколько взрывов и поджогов в Гаване, выведена из строя линия электропередач в Пинар-дель-Рио. Официальные кубинские источники утверждают, что жертвами становились мирные граждане — посетители магазинов и кафе, прохожие на улицах. Оппозиционные источники настаивают, что атаки были направлены против административных и полицейских объектов режима. Данных о погибших не приводится, но говорится о десятках раненых. Из всех организаций кубинского городского подполья начала 1960-х MR-30-N совершила наибольшее количество диверсионно-террористических акций.

По иронии судьбы Движение 30 ноября, не получавшее финансовой поддержки от США, создало крупнейший подпольный аппарат того времени и оставалось активным до 1968 года.

Для ликвидации MR-30-N были использованы крупные силы органов госбезопасности. Давид Сальвадор Мансо и Хайрем Гонсалес были арестованы уже в 1960. Мансо в тюрьме подписал отказ от политической деятельности и выдворен в США. Гонсалес сумел бежать и был снова схвачен. Второй побег оказался удачным: Гонсалес укрылся в уругвайском посольстве, через некоторое время также отбыл в США и обосновался в Майами. Туда же нелегально перебрались другие основатели организации. Однако акции, приписываемые «террористической группировке M 30-11» — обстрелы с моря, поджоги — продолжались даже в 1970-х годах.

## Диссидентская партия
MR-30-N стало крупной организацией кубинской политэмиграции. Постепенно акценты сместились от вооружённой борьбы к антикоммунистической и антикастровской агитации, правозащите, акциям мирного протеста. Действует в союзе с другими правозащитными организациями. Хайрем Гонсалес регулярно выступает с публичными заявлениями в защиту политзаключённых и вынужденных эмигрантов. Особо обращал он внимание на случаи гибели беженцев, перебиравшихся В США через Флоридский пролив.
В 1991 группа оппозиционных активистов объявила о создании Демократической партии 30 ноября (PD-30-N) — отделения MR-30-N на Кубе. Идеи и программы обеих структур идентичны: либерально-демократияческие преобразования, многопартийная система, рыночная экономика. В меру возможностей осуществляется организационная координация. Президентом партии был избран Альфредо Фернандес Сильва, почётным президентом — Рафаэль Ибарра Роке; оба известные кубинские диссиденты.
Власти отреагировали жёстко: регулярно ведётся обличительная пропагандистская кампания (важный её момент — проведение связи правозащитников к террористам 1960-х), активисты подвергаются репрессиям. Ибарра Роке был арестован в 1994 по обвинению в саботаже и приговорён к 20 годам заключения и освобождён после 18 лет заключения. В то же время, представителям организации фактически разрешалось проводить акции памяти Франка Паиса и даже вместе с сочувствующими муниципальными депутатами посещать центр содержания для ознакомления с положением заключённых.
В июле 2018 Хейрам Гонсалес вновь публично высказался относительно положения на Кубе. Он призвал покончить с правящим режимом мирными средствами и воздержаться при этом от мести — однако принять меры к «восстановлению справедливости, без которой не может быть примирения».